# Stilpon machadoi
Stilpon machadoi is een vliegensoort uit de familie van de Hybotidae. De wetenschappelijke naam van de soort is voor het eerst geldig gepubliceerd in 1965 door Smith.